# تاگانروگ

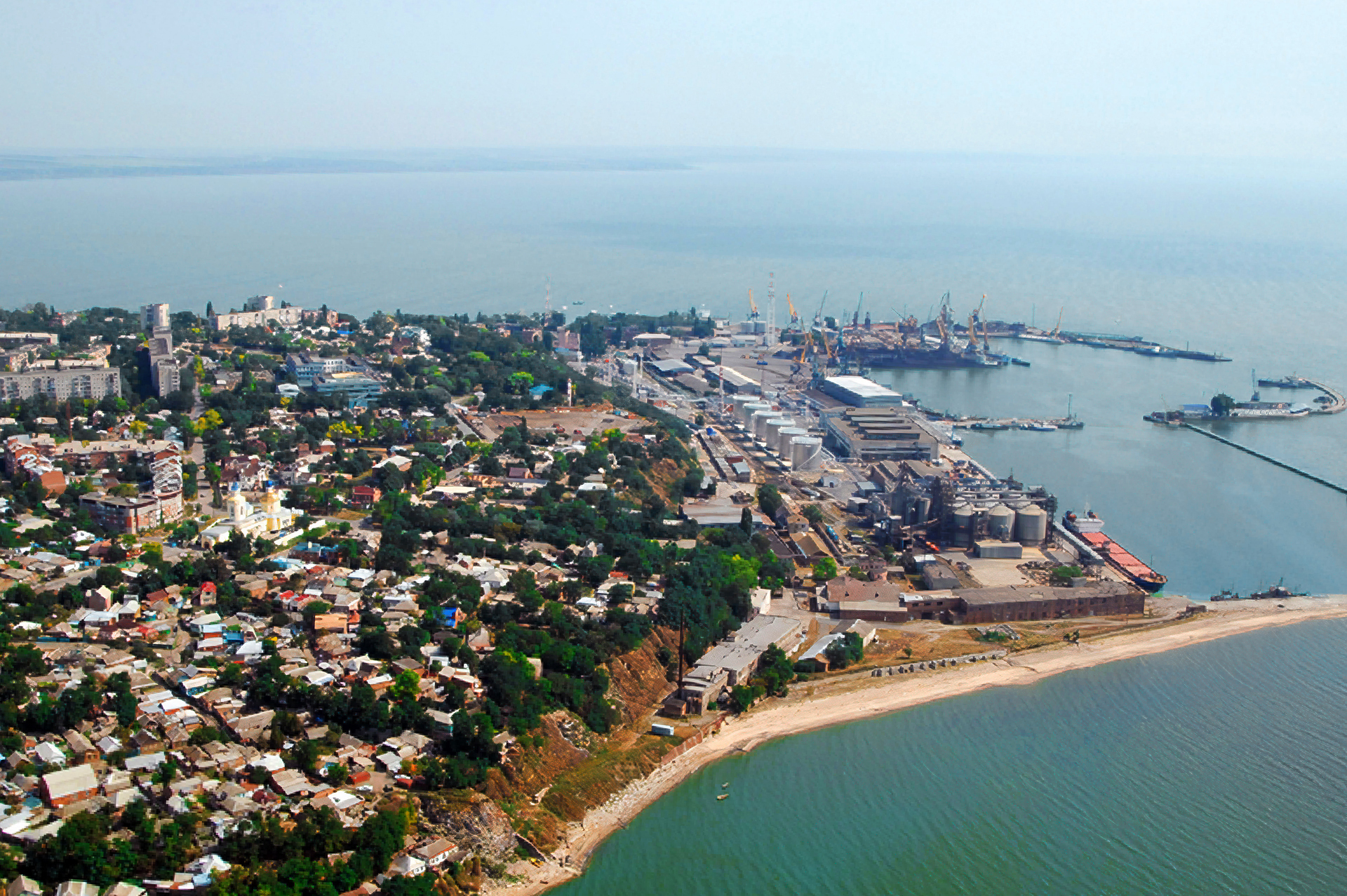
نمای هوایی از بندر تاگانروگ در سال ۲۰۰۶.

تاگانروگ (به روسی: Таганро́г) شهری بندری در استان روستوف روسیه‌است.
این شهر در کرانه شمالی خلیج تاگانروگ (در دریای آزوف) واقع شده و در فاصله کمی به سمت غرب از مصب رود دون قرار دارد.
جمعیت شهر تاگانروگ در سال ۲۰۰۵ میلادی ۲۷۹٬۰۰۰ نفر برآورد شده‌است.
نخستین پایگاه نیروی دریایی روسیه به نام تاگانروگ رسماً در ۱۲ سپتامبر ۱۶۹۸ توسط پتر کبیر در این بندر گشایش یافت.

## پیشینه
کاوش‌های باستان‌شناختی نشان داده‌است که در محل کنونی تاگانروک در اواخر سده هفتم پیش از میلاد یک سکونتگاه یونانی قرار داشته‌است.
این سکونتگاه یونانی در جریان ساخت و گسترش کوچ‌نشین‌های یونانی در منطقه دریای سیاه نقشی اساسی بازی کرده‌است.